# Alberto Sainz
Alberto Carlos Sainz (* 13. Dezember 1937; † 16. Januar 2016) war ein argentinischer Fußballspieler. Er spielte unter anderem für die Argentinos Juniors und CA River Plate und nahm mit der argentinischen Fußballnationalmannschaft an der Fußball-Weltmeisterschaft 1962 teil.

## Karriere

### Vereinskarriere
Alberto Sainz begann mit dem Fußballspielen im Jahre 1959 bei den Argentinos Juniors, einem zur damaligen Zeit eher erfolglosen Erstligaverein aus der argentinischen Hauptstadt Buenos Aires. Für den Verein absolvierte Alberto Sainz in drei Jahren von 1959 bis 1961 72 Ligaspiele im Rahmen der Primera División, ein Torerfolg blieb dem Abwehrspieler aber verwehrt. Die gezeigten Leistungen im Trikot der Juniors machten auch andere Vereine auf den talentierten Verteidiger aufmerksam. So kam es, dass er im Winter 1962 zu Argentiniens Nobelverein CA River Plate wechselte, wo er jedoch Teil einer der relativ erfolglosen River-Plate-Mannschaften in der Vereinsgeschichte des Rekordmeisters von Argentinien war. Es gelang während der Zeit von Alberto Sainz im Estadio Monumental kein einziger Titelgewinn. Der größte Erfolg jener Zeit war das Erreichen des Endspiels um die Copa Libertadores 1966, wo das Team um Spieler wie Torwart Amadeo Carrizo, Mittelfeldstratege Luis Cubilla oder Angreifer Juan Carlos Sarnari am uruguayischen Vertreter Peñarol Montevideo erst im Wiederholungsspiel mit 2:4 nach Verlängerung scheiterte. Alberto Sainz wurde von Rivers Trainer Renato Cesarini in allen drei Finalspielen eingesetzt und war auch im gesamten weiteren Turnierverlauf ein wichtiger Bestandteil der Mannschaft. Trotz seiner Rolle als Stammkraft im Team von River Plate verließ Alberto Sainz den Verein im Jahr 1967 mit dreißig Jahren und nach 151 Ligaspielen mit einem Treffer. Er ging zu San Lorenzo nach Mar del Plata, wo er seine aktive Laufbahn als Fußballspieler in den folgenden zwei Jahren ausklingen ließ und noch auf vierzehn Einsätze im Ligabetrieb kam.

### Nationalmannschaft
Zwischen 1961 und 1966 brachte es Alberto Sainz auf sechs Länderspiele in der argentinischen Fußballnationalmannschaft. Von Trainer Juan Carlos Lorenzo wurde er ins Aufgebot der Südamerikaner für die Fußball-Weltmeisterschaft 1962 im Nachbarland Chile nominiert. Im Turnierverlauf setzte Lorenzo den Abwehrspieler von River Plate im ersten und im letzten Gruppenspiel ein. Sowohl beim 1:0 gegen WM-Neuling Bulgarien als auch beim torlosen Remis gegen Ungarn hatte Alberto Sainz seinen Anteil am gegentorlosen Spiel der argentinischen Mannschaft. Die einzige Niederlage, das 1:3 gegen England, verpasste er jedoch. Die gezeigten Leistungen reichten für das argentinische Team nicht aus, um sich für das Viertelfinale zu qualifizieren, was auch das Ende der WM-Aktivitäten von Alberto Sainz darstellte. Obwohl er bis 1966 in der Nationalmannschaft aktiv war, wurde er von Lorenzo nicht für die Fußball-Weltmeisterschaft 1966 in England berücksichtigt.